# Supercoupe d'Espagne de football 2016
La Supercoupe d'Espagne de football 2016 est une compétition de football opposant le FC Barcelone, champion de la Liga 2015-2016 et de la Coupe d'Espagne au Séville FC, finaliste de la Coupe d'Espagne. La Supercoupe se déroule en matchs aller-retour les 14 et 17 août 2016.
Barcelone remporte le trophée pour la 12e fois sur le score de 5 à 0 sur l'ensemble des deux matches.
Les deux équipes s'étaient déjà affrontées dans cette compétition en 2010.

## Feuilles de match

### Match aller
| 14 août 2016             | Séville FC | 0 – 2 | FC Barcelone                | Stade Sanchez Pizjuan, Séville                     |                                                    |
| 22 h 00 CEST (UTC+02:00) |            |       | Suárez 55e · El Haddadi 81e | Spectateurs : 42 000 Arbitrage : Jesús Gil Manzano | Spectateurs : 42 000 Arbitrage : Jesús Gil Manzano |

### Match retour
| 17 août 2016             | FC Barcelone             | 3 - 0 | Séville FC | Camp Nou, Barcelone                                  |                                                      |
| 23 h 00 CEST (UTC+02:00) | Arda 10e 46e · Messi 55e |       |            | Spectateurs : 71 800 Arbitrage : Alejandro Hernández | Spectateurs : 71 800 Arbitrage : Alejandro Hernández |